# Мелконян, Жанна Андреевна
Жанна Андреевна Мелконян (род. 5 мая 1948, Ленинакан, Армянская ССР, СССР) — советский и российский художник кино. Заслуженный художник Российской Федерации (1999), член союза кинематографистов России, член союза художников России.

## Биография
Жанна Андреевна Мелконян родилась 5 мая 1948 года в городе Ленинакан (ныне Гюмри) в Армении. В 1973 году окончила МГТИ — Московский государственный текстильный университет имени А. Н. Косыгина, факультет прикладного искусства. Преподавательский состав включал в себя выдающихся мастеров живописи и графики: Е. Зернова, Ф. Антонов, А. Чистяков, А. Лактионов, Витолло, Д. Дубинчик, В. Кулаков, Корноухов, Т. Козлова, Назаров, М. Мерцалова, Р. Захаржевская, В. Домогатский, В. Козлов, И. Меркулова, Г. Манизер, Б. Бурмистров. Дипломная работа на международной выставке мод «Прет-а-порте» в Будапеште была удостоена золотой медали.
С 1977 г. работала художником-постановщиком по костюмам на постоянной основе в киностудии «Мосфильм». Многие фильмы с участием Ж. А. Мелконян завоевали престижные призы на международных кинофестивалях и являются гордостью отечественного кинематографа. Эскизы к фильмам и костюмы Жанны Андреевны были представлены студией «Мосфильм» для съёмок картины «Крупнейшая студия мира» (Франция).
В 1990 г. Жанна Андреевна Мелконян была приглашена главным художником первого костюмированного проекта «Москва, история России», организованного Московским городским советом народных депутатов, Министерством культуры РСФСР, Московским городским комитетом по вопросам культуры. Награждена благодарственной грамотой мера г. Москвы.
Мелконян Ж. А. участник многочисленных выставок как в России, так и за её пределами. Живопись, графика, эскизы к фильмам находятся в коллекциях Государственной Третьяковской галереи, в музеях и частных коллекциях США, Великобритании, Италии, Франции, Мальты, Германии.

## Фильмография
Художник-постановщик по костюмам. Киностудия «Мосфильм».
- 1976 — «Служебный роман», реж. Э. Рязанов, к/с «Мосфильм» (ассистент)
- 1977 — «Молодость с нами», реж. О. Бондарев, к/с «Мосфильм»
- 1977 — «Звезда надежды», реж. Э. Кеосаян, к/с «Мосфильм» (2 серии)
- 1978 — «Москва слезам не верит», реж. В. Меньшов, к/с «Мосфильм»(2 серии)
- 1978 — «Подарок» (к/м), реж. Е. Жигуленко, к/с «Мосфильм»
- 1979 — «Окна XX века» (к/м), реж. Н. Бурляев, к/с «Мосфильм»
- 1979 — «Жизнь прекрасна», реж. Г. Чухрай, к/с «Мосфильм» совместно с «Quattro Cavalli Cinematografica» (Италия).
- 1980 — «Дамы приглашают кавалеров», реж. И. Киосашвили, к/с «Мосфильм»
- 1981 — «Анна Павлова», реж. Э. Лотяну, к/с «Мосфильм», (2 серии), Michael Powell, «Посейдон Продакшенз лтд.» (Великобритания), «Дефа» (Германия), ИКАИК[исп.] (Куба), «Космос-фильм» (Франция). (Эскизы)
- 1982 — «Нежданно-негаданно», реж. Г. Мелконян, к/с «Мосфильм»
- 1983 — «Моментальный снимок» (к/м), реж. Н. Данелия, к/с «Мосфильм»
- 1983 — «Исход» (к/м), реж. Т. Жукова, к/с «Мосфильм»
- 1984 — «Ледяные люди» (2 серии), реж. Дж. Кейган, к/с «Мосфильм» совместно с США.
- 1986 — «Воительница» (короткометражный) (к/м), реж. А. Зельдович, к/с"Мосфильм"
- 1987 — «Время летать», реж. А. Сахаров, к/с «Мосфильм»
- 1987 — «Черный коридор», реж. В. Дербенев, к/с «Мосфильм»
- 1988 — «Марадонна чердак», реж. Н. Стамбула, к/«Мосфильм»
- 1989 — «Наваждение», реж. Н. Стамбула, к/«Мосфильм»
- 1990 — «Закат», реж. А. Зельдович, к/с «Мосфильм»
- 1991 — «Чёртова дюжина», реж. К. Худяков, к/с «Мосфильм»
- 1994 — «Пьеса для пассажира», реж. В. Абдрашитов, к/с"Мосфильм"
- 1996 — «Время танцора», реж. В. Абдрашитов, к/с «Мосфильм»

## Выставки
- 1979 г. — Выставка художников кино. Эскизы и костюмы. Выставочный зал «Зарядье», г. Москва (СССР).
- 1979 г. — Всесоюзная выставка «60 Кинематографу СССР», ВДНХ, г. Москва (СССР).
- 1984 г. — Выставка художников театра и кино в ЦДРИ, г. Москва (СССР).
- 1986 г. — Выставка художников к/с «Мосфильм», г. Москва (СССР).
- 1988 г. — Выставка ведущих художников кино, ЦДК, СК СССР (молодёжный сектор), г. Москва (СССР).
- 1989 г. — Выставка «Молодое искусство страны Советов», ВДНХ, г. Москва (СССР).
- 1989 г. — Персональная выставка «Fund for Armenian relief», г. Нью-Йорк (США).
- 1989 г. — Персональная выставка «VARAZ modern art museum», г. Лос-Анджелес (США).
- 1990 г. — Персональная выставка эскизов и костюмов к кинофильму «Закат», ЦДК, СК СССР, г. Москва (СССР).
- 1991 г. — Персональная выставка. Галерея «VARAZ modern art museum», г. Фрезно (США).
- 1994 г. — 2008 г. — Персональные выставки «Studio-Gallery» Giuseppe Schembri, Мальта, Италия, Франция.
- 2008 г. — выставки в частных галереях России, Европы и США.
- 2010 г. — художественный проект к столетию Дягилевских сезонов «Ballet Russe de Diaghileff» — представленный в РАХ, г. Москва (РФ).
- 2016 г. — Центр современного искусств «Арт горизонты» музей «Тапан», г. Москва (РФ).
- 2018 г. — «Жанна», юбилейная выставка Жанны Мелконян. ВМДПНИ, г. Москва (РФ).
- 2019 г. — Выставка Жанны Мелконян, посвящённая 104-й годовщине геноцида армян. Музей «Тапан», г. Москва (РФ).

## Награды, звания и премии
- 1973 — золотая медаль на международной выставке мод «Прет-а-порте» в Будапеште (дипломная работа в МГТИ)
- 1990 — благодарственная грамота мэра г. Москвы (Московский городской совет народных депутатов, Министерство культуры РСФСР, Московский городской комитет по вопросам культуры)
- 1997 — Член союза кинематографистов России
- 1999 — Заслуженный художник Российской Федерации (22 ноября 1999 года) — за заслуги в области искусства[1].
- 2001 — Член союза художников России
- 2010 — медаль Российской Академии Художеств «ДОСТОЙНОМУ»
- 2011 — медаль «За вклад в развитие позитивного имиджа российского кинематографа». Седьмой международный конкурс «Имидж-директория 2011». Академия имиджелогии при поддержке Совета Федерации, Федерального Агентства по образованию РФ, Правительства Москвы